# Nierenfleckiger Kugelmarienkäfer

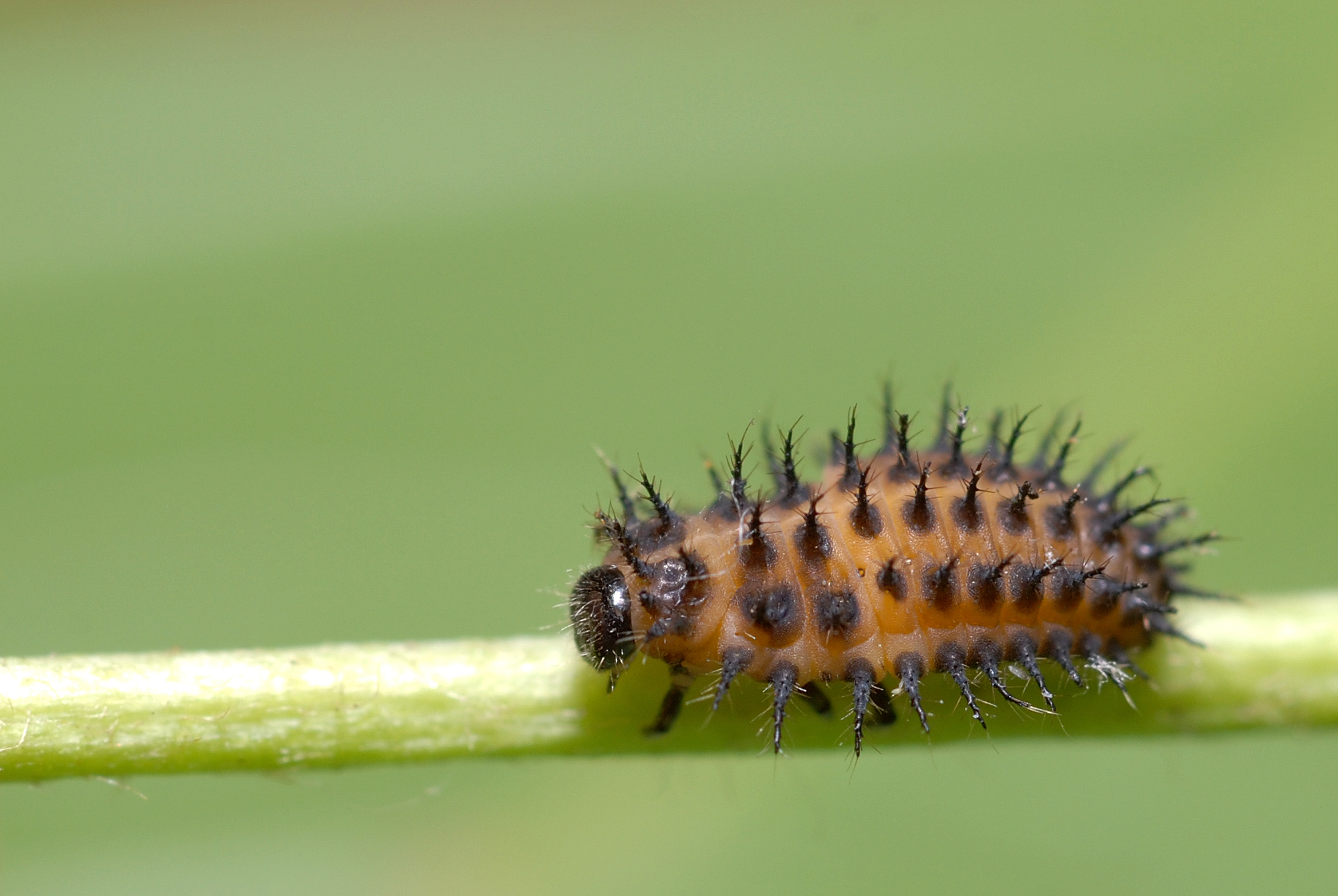
Larve

Der Nierenfleckige Kugelmarienkäfer oder  Rundfleckige Schildlaus-Marienkäfer (Chilocorus renipustulatus) ist ein Käfer aus der Familie der Marienkäfer (Coccinellidae).

## Merkmale
Die Käfer werden etwa vier bis fünf Millimeter lang, sind stark zu einer Halbkugel gewölbt und haben im Vergleich zum Körper einen sehr kleinen Kopf und Hals. Sie haben schwarze, am Hinterleib mit einem erhabenen Rand versehene Flügeldecken, auf denen mittig zwei rote oder gelbliche, rundliche oder quergerichtete, ovale Flecken zu finden sind. Ihr Kopf ist dicht grob punktiert, auf dessen Vorderrand und am seitlich schmäler werdenden, an die Kugelform angepassten Halsschild haben sie vorne, seitlich eine feine Behaarung. Ihre Fühler und Beine sind braun. 

### Ähnliche Arten
- Strichfleckiger Schildlaus-Marienkäfer (Chilocorus bipustulatus)

## Vorkommen
Die Käfer kommen in ganz Europa, nördlich bis Südnorwegen und Mittelschweden, und in Asien in feuchten Gegenden auf Laubbäumen und -sträuchern vor. Sie bevorzugen vor allem Erlen, Eschen und Hartriegel.

## Nahrung
Die Käfer und Larven des Nierenfleckigen Kugelmarienkäfers ernähren sich von Blatt- und Schildläusen. 